# Городько Володимир Сергійович
Володимир Сергійович Городько́ (нар. 6 серпня 1937, Київ — 15 серпня 1999, Київ) — кінорежисер. Член Національної спілки кінематографістів України (1997).

## З життєпису
Володимир Городько народився 6 серпня 1937 року в Києві. У 1966 році закінчив Київський інститут театрального мистецтва. Відтоді працював на студії «Укртелефільм».
Створив стрічки, в більшості з яких виступив також як сценарист: короткометражка «Вдовина вулиця», «Андрій Сова», «Балетна фантазія» (обидві — 1966), «Кайдашева сім'я» (1980), «Там, де хрестили Русь» (1988), «Намисто для Берегині», «Свічки пам'яті та покаяння» (обидві — 1990), «На землі козацькій», «Не пропала їхня слава», «Обніміться, брати мої», «Козацькому роду…» (усі — 1991), «Кайдашева сім'я» (1993, фільм 1; 1996, фільм 2). Поставив на Київській кіностудії художніх фільмів ім. О. Довженка кінокартину «Тільки краплю душі» (1978).
У фільмах Володимир Городько висвітлював теми, пов'язані з історією України, звичаями, традиціями, побутом українського народу.